# ダンカン・ローレンス
ダンカン・ローレンス（英語: Duncan Laurence、本名：デュンカン・デ・モーア（オランダ語: Duncan de Moor、オランダ語発音: [ˈdʏŋkən də moːr]）、1994年4月11日 - ）は、オランダのシンガーソングライター。南ホラント州のスパイケニッセ生まれ、ヘレヴートスライス育ち。
ローレンスは2014年に音楽活動を始め、同年の『ザ・ヴォイス』第5シーズンに参加し、セミファイナリストとなった。2019年、イスラエルのテルアビブで開催されたユーロビジョン・ソング・コンテスト2019でオランダ代表として「アーケード」を披露し、同国の1975年以来かつ史上5回目の優勝を果たした。
2018年、ローレンスはバイセクシュアルだとカミングアウトした。2020年10月5日、ローレンスはアメリカのソングライター、ジョーダン・ガーフィールドとの婚約を発表した。